# トルマリン

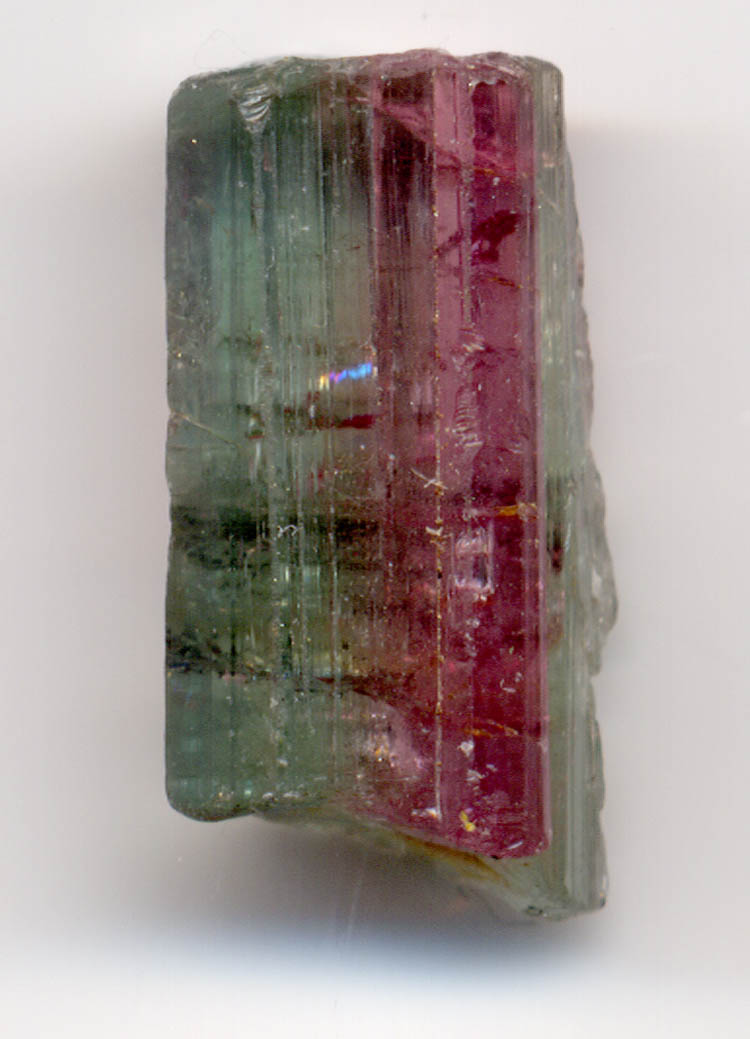
電気石

トルマリン (tourmaline) は、ケイ酸塩鉱物のグループ名。結晶を熱すると電気を帯びるので電気石（でんきせき）と呼ばれている。

## 成分・種類

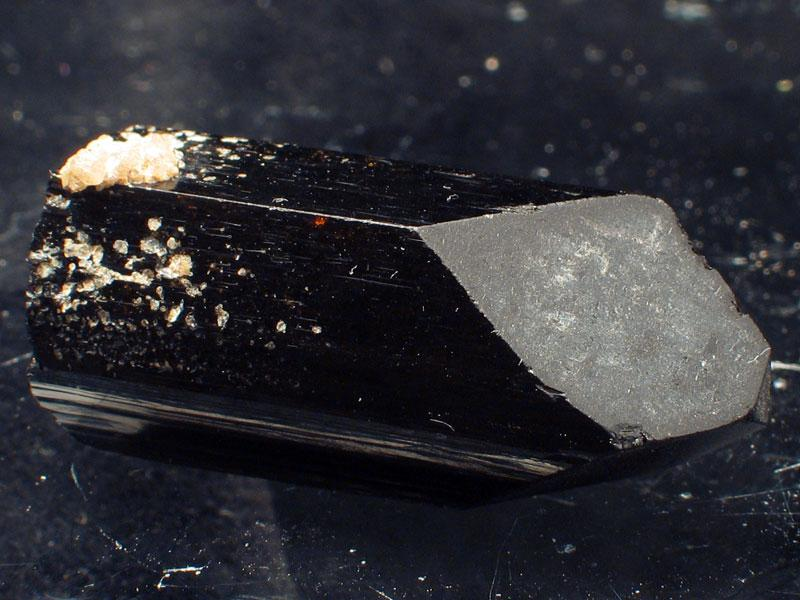
鉄電気石
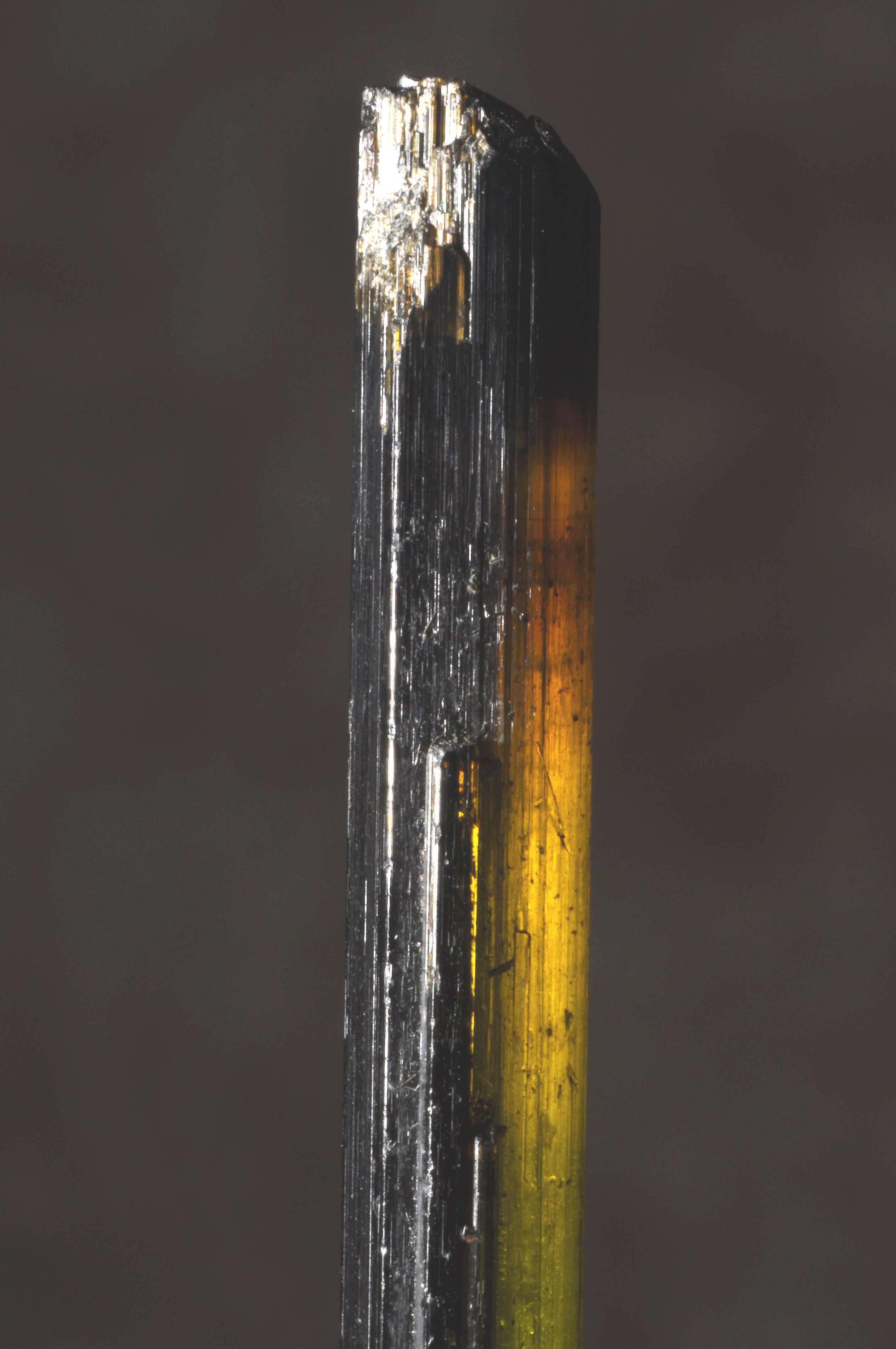
苦土電気石
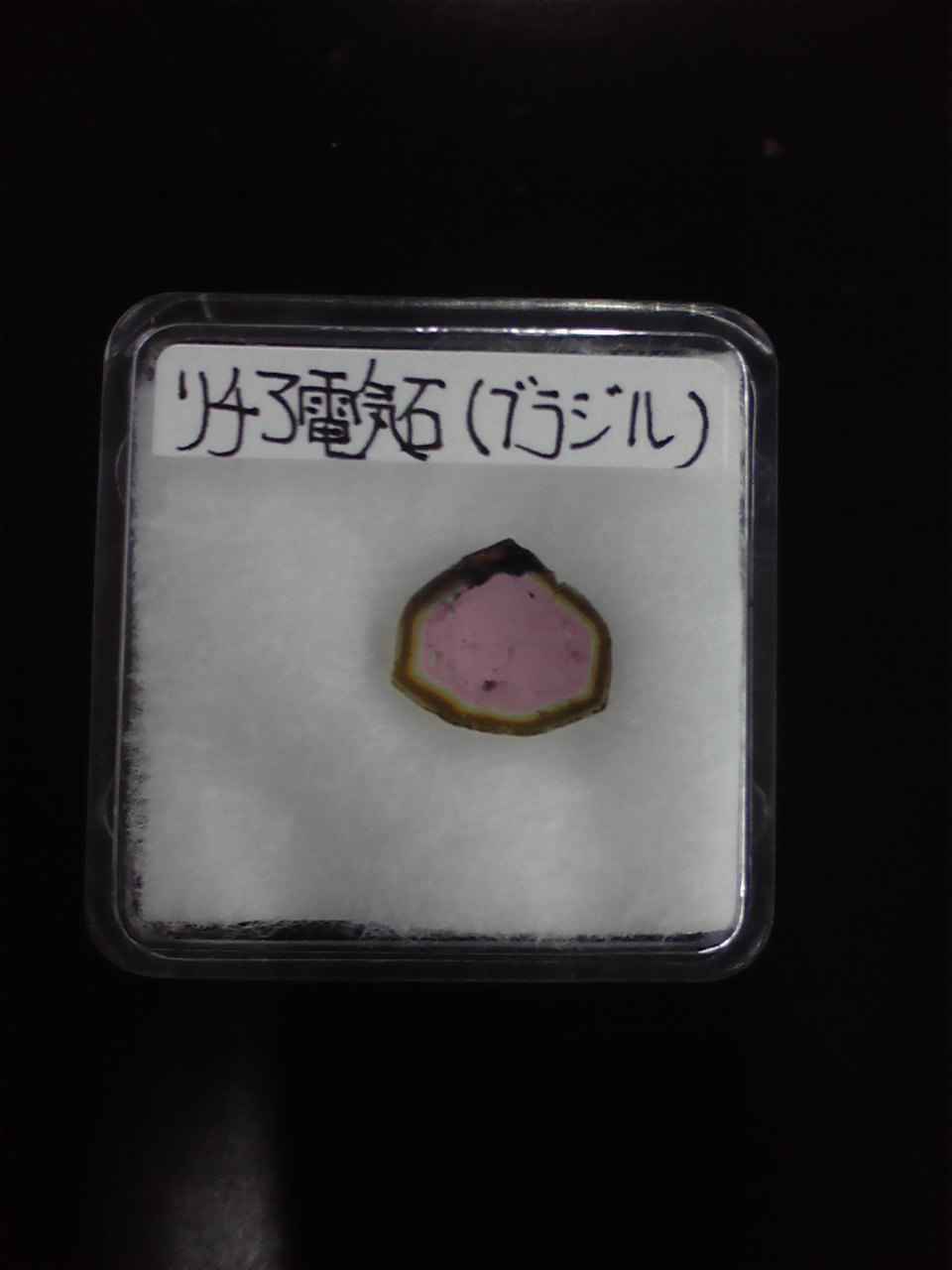
リチア電気石
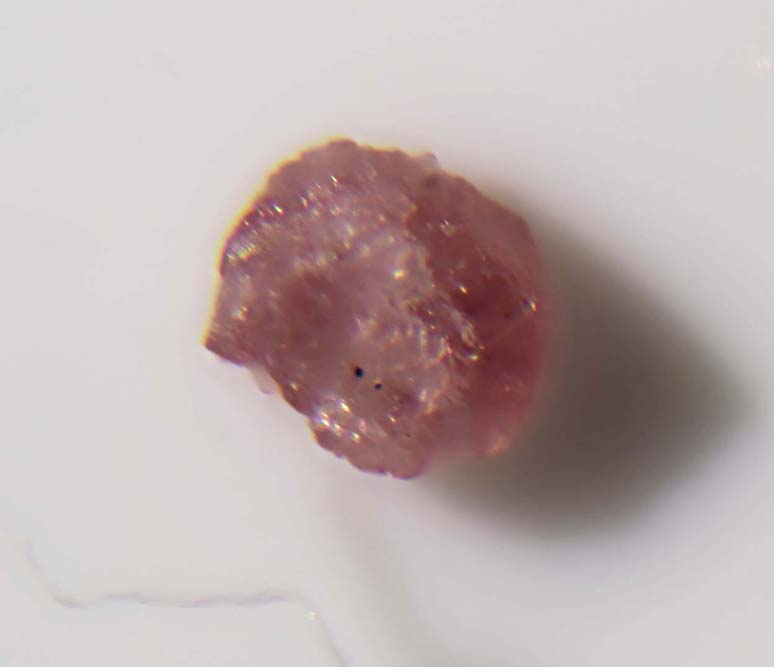
オレニー電気石
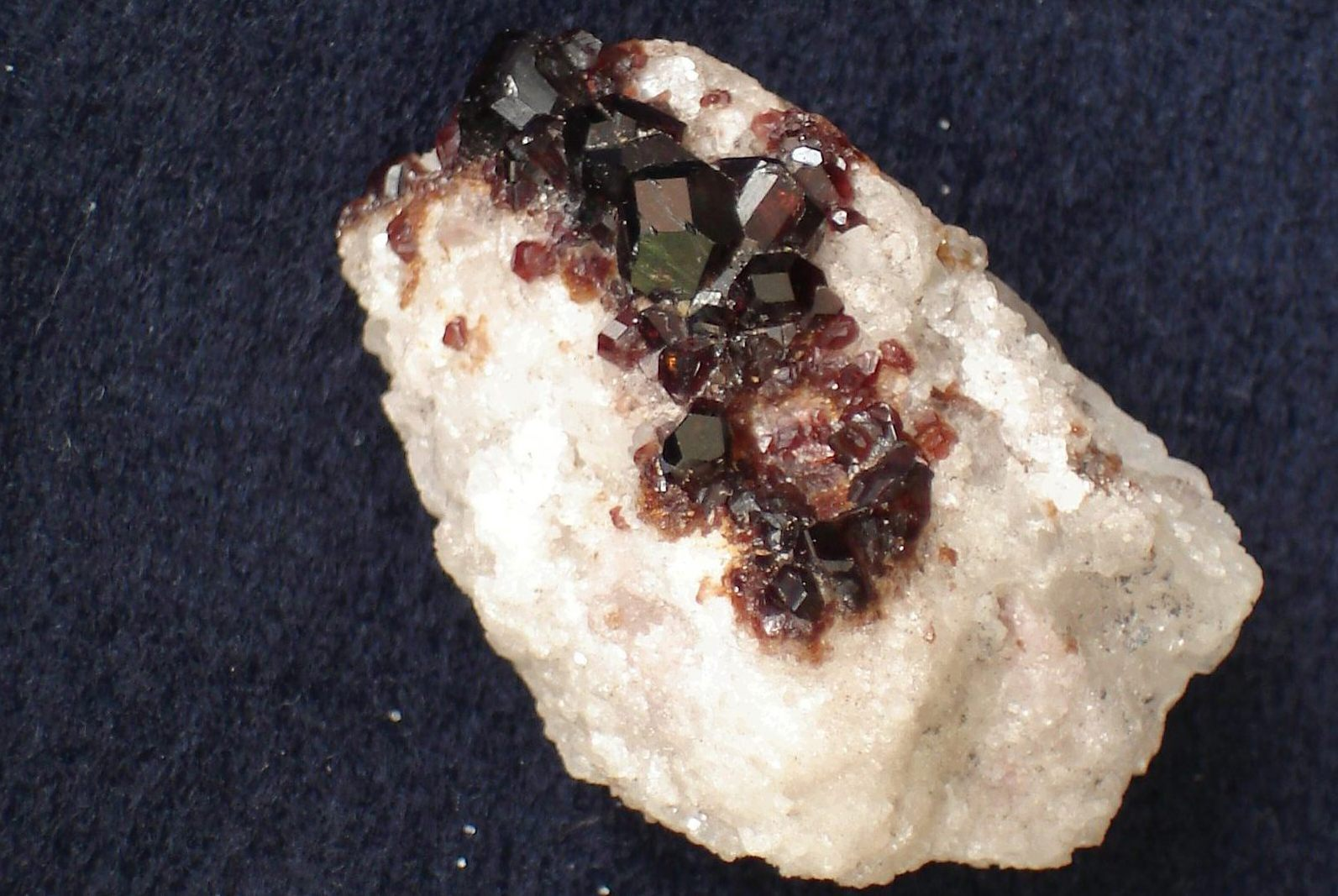
灰電気石

固溶体の形成が多く、ケイ酸塩鉱物の中でも最も複雑な組成を持つ鉱物の一つ。国際鉱物学連合により2021年に最新の定義が与えられた。
- XY
3Z
6(T
6O
18)(BO
3)
3V
3W[2]

- - X = Ca、Na、K、▢（空隙、以下同）
  - Y = Li、Mg、Fe2+、Mn2+、Zn、Al、Cr3+、V3+、Fe3+、Ti4+、▢
  - Z = Mg、Al、Fe3+、Cr3+、V3+
  - T = Si、Al、B
  - B = B、▢
  - V = OH、O
  - W = OH、F、O

2023年現在39種が承認されている（他に未承認種も存在する）。
鉄電気石 (schorl)
NaFe3Al6(BO3)3Si6O18(OH)4。主に花崗岩や花崗岩質ペグマタイトに産する。
苦土電気石 (dravite)
NaMg3Al6(BO3)3Si6O18(OH)4。主に変成岩中に産する。
リチア電気石 (elbaite)
Na(Li,Al)3Al6(BO3)3Si6O18(OH)4。ペグマタイトに産する。
フッ素リディコート電気石（Fluor-liddicoatite）
Ca(Li2Al)Al6(BO3)3Si6O18(OH)3F。水酸基が卓越した「リディコート電気石」は未承認。
オレニー電気石 (olenite)
NaAl3Al6(Si6O18)(BO3)3O3(OH)。
鉄灰電気石 (feruvite)
CaFe3(Al5Mg)(BO3)3Si6O18(OH,F)4。
灰電気石 (uvite)
CaMg3(Al5Mg)(Si6O18)(BO3)3OH3OH。ウバ州産のタイプ標本が未承認の別種と判明したため、新たなタイプ標本により再定義された。
フッ素灰電気石 (Fluor-uvite)
CaMg3(Al5Mg)(BO3)3Si6O18F4。従来の「灰電気石」は、こちらの方が多いとされる。
フォイト電気石 (foitite)
□Fe2AlAl6(BO3)3Si6O18(OH,F)4。組成に空隙が含まれるため、大きな結晶を形成しない。
苦土フォイト電気石 (magnesiofoitite)
□Mg2AlAl6(BO3)3Si6O18(OH,F)4。山梨県で発見された日本産新鉱物。外見上はフォイト電気石と区別できない。
丸山電気石 (maruyamaite)
K(MgAl2)(Al5Mg)(BO3)3(Si6O18)(OH)3O。ダイヤモンドと共存する。名前は丸山茂徳にちなむ。
- 鉄電気石
- 苦土電気石
- リチア電気石
- オレニー電気石
- 灰電気石

## 産出地
ブラジル、アフリカ各地（モザンビーク、ナイジェリアなど）、スリランカ（主に苦土電気石）、アメリカ合衆国などで産出される。含銅リシア電気石…「パライバ・トルマリン」はブラジル産とアフリカ産があり、ブラジル産は色の濃いものが多く、アフリカ産は色の薄いものが多い。

## 特徴・性質
三方晶系に属し、モース硬度は 7 - 7.5。弱い圧電体の一つで、圧電効果と焦電効果をもっている。吸収型偏光子としての性質も持つ。

### 宝石としてのトルマリン
無色、紫色、青色、緑色、黄色、褐色、赤色、ピンク、黒色など多彩な色合いがあり、別々の石と考えられたため、色により名前が付けられている。
- アクローアイト（無色）
- ルベライト（赤色、ピンク）
- シベライト（赤紫色）
- インディコライト（青色）
- ドラバイト（褐色または黄色）
- ショール(ブラックトルマリン。黒色）
- パライバ（ネオンブルー、ネオングリーン）
- バイカラー（2つの色が混在）
- パーティカラー（3つ以上の色が混在）
- ウォーターメロン（赤色またはピンク+緑色、バイカラーの一種）

ただし、こういった呼び名はまぎらわしいので、GIA（米国宝石学会）は推奨していない。基本的にはイエロートルマリン、というふうにトルマリンの前に色をつけて呼ぶほうが無難である。たとえば、ルベライトにしても、赤からピンクオレンジまで色の範囲は幅広く、混乱を招くことがある。インディコライトは上に青色とあるが、実際には藍色に近い濃いブルーのものを称する。さらにグリーンでもクロムがはいったクロムトルマリンはプレミアがつく。
「パライバ・トルマリン」は希産宝石とされる。
また、特殊効果として、キャッツアイトルマリンが有名である。品質は様々で、キャッツアイが出るからといって価格にプレミアはつかない。そして数は少ないが、緑から赤もしくはピンクにかわるアレキタイプトルマリンもあるが、これも緑色の部分がきわめて黒に近く、変色効果も鮮やかなものは少なく、高品質のものはなかなかない。

## 一説
トルマリンの語源はセイロン島の現地語であるシンハラ語の「トルマリ」(turmali) からきている。イエロー・ジルコンの呼び名で、ジルコンとトルマリンが混合した石を呼ぶのにも使われていたが、それが誤ってトルマリンのみに用いられるようになったと言われている。

## 健康科学
1990年代後半から2000年代前半にトルマリンを使った製品がいくらか注目され研究も行われた。トルマリンを織り込んだ布とそうでない布を比較して、遠赤外線効果と副交感神経の優位によるリラックス効果が認められるとされた。トルマリンを蚕の餌にすることで、トルマリンが入り込んだシルクができる。トルマリンのネックレスと織り込んだシーツでは、通常の寝具と比較して副交感神経の優位が確認されるとされた。トルマリンとゼオライトを混合したネックレスやシーツの発する赤外線は、高密度なほど多く発生するとされ、また使用によりタール状の塊ができ減少していくとされる。
コーヒーの味を保つ指標となる酸味を特徴とするクロロゲン酸の増加をトルマリンの粉末が防止し、コーヒーを長時間美味しく保存できるとされた。
安井至は、トルマリンは過熱や応力により電圧を発生するが、常に歪みを与えるような事をしなければ静止状態や粉末化したトルマリンで電圧が発生し続ける事はなく、むしろ放射能が発生するだろうから、電力が発生する（マイナスイオン）とした商品はインチキだと2003年に主張している。一方でトルマリンを粉末化し合成樹脂で常時圧力がかかるよう固めた繊維が製品化されており、半永久的にマイナスイオンを放出するとされるが、血液検査での血液の特徴に影響は認められなかった。